# Тирган

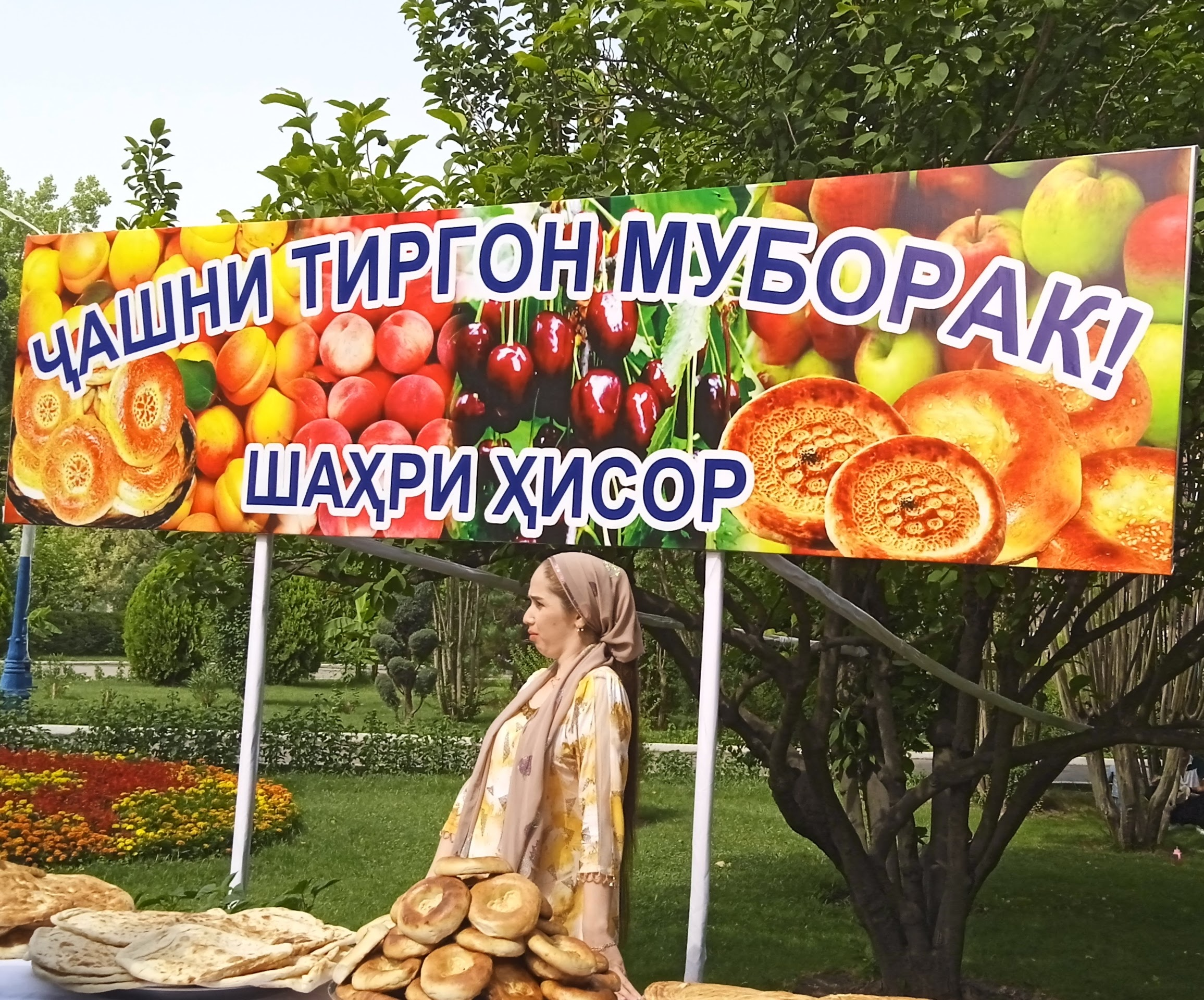
Праздник «Тирган» в г. Душанбе 09

Тирган (перс. تیرگان‎, Tirgān) — это иранский фестиваль в середине лета, который отмечается ежегодно 13 Тира (2, 3 или 4 июля). Он отмечается плеском воды, танцами, чтением стихов и подачей традиционных блюд, таких как суп из шпината и шолезард. Обычай завязывать на запястьях радужные полосы, которые носят в течение десяти дней, а затем бросают в ручей, также является способом радовать детей.

## Обзор
Тирган — древняя иранская традиция, которая до сих пор отмечается в различных регионах Ирана, включая Мазендеран, Хорасан и Эрак. Это широко подтверждается историками, такими как Гардизи, Бируни и Масуди, а также европейскими путешественниками в эпоху Сефевидов.
Празднование посвящено Тиштрее, архангелу, который появился в небе, чтобы вызвать гром и молнию для столь необходимого дождя.
Легенда гласит, что Араш Лучник был человеком, выбранным для урегулирования земельного спора между лидерами земель Ирана и Турана. В 13-й день Тира Араш должен был потерять свою стрелу, и там, где стрела приземлилась, должна была пройти граница между двумя королевствами. Туран страдал от нехватки дождя, и Иран радовался урегулированию границ, затем ливень лил две страны, и между ними был мир.
В хронологии Бируни сказано, что «по приказу Божьему ветер оторвал стрелу от гор Руяна и перенёс крайнюю границу Хорасана между Ферганой и Тапурией». Гардизи дал похожее описание, хотя отмечает, что «стрела Араша упала в области между Ферганой и Бактрией».